# Тропарёво-Никулино
Тропарёво-Нику́лино — район Москвы, расположенный на территории Западного административного округа, в границах которого действует одноимённое муниципальное образование. Ранее на месте Тропарёва-Никулина находились село Тропарёво и деревня Никулино — бывшие подмосковные владения Новодевичьего монастыря, благодаря которым район получил своё нынешнее название. В состав города Москвы поселения вошли в 1960 году, а позднее были снесены. По данным на 2017 год, площадь муниципалитета составляет 1127 га, численность населения — 121 754 человека.

## Территория и границы

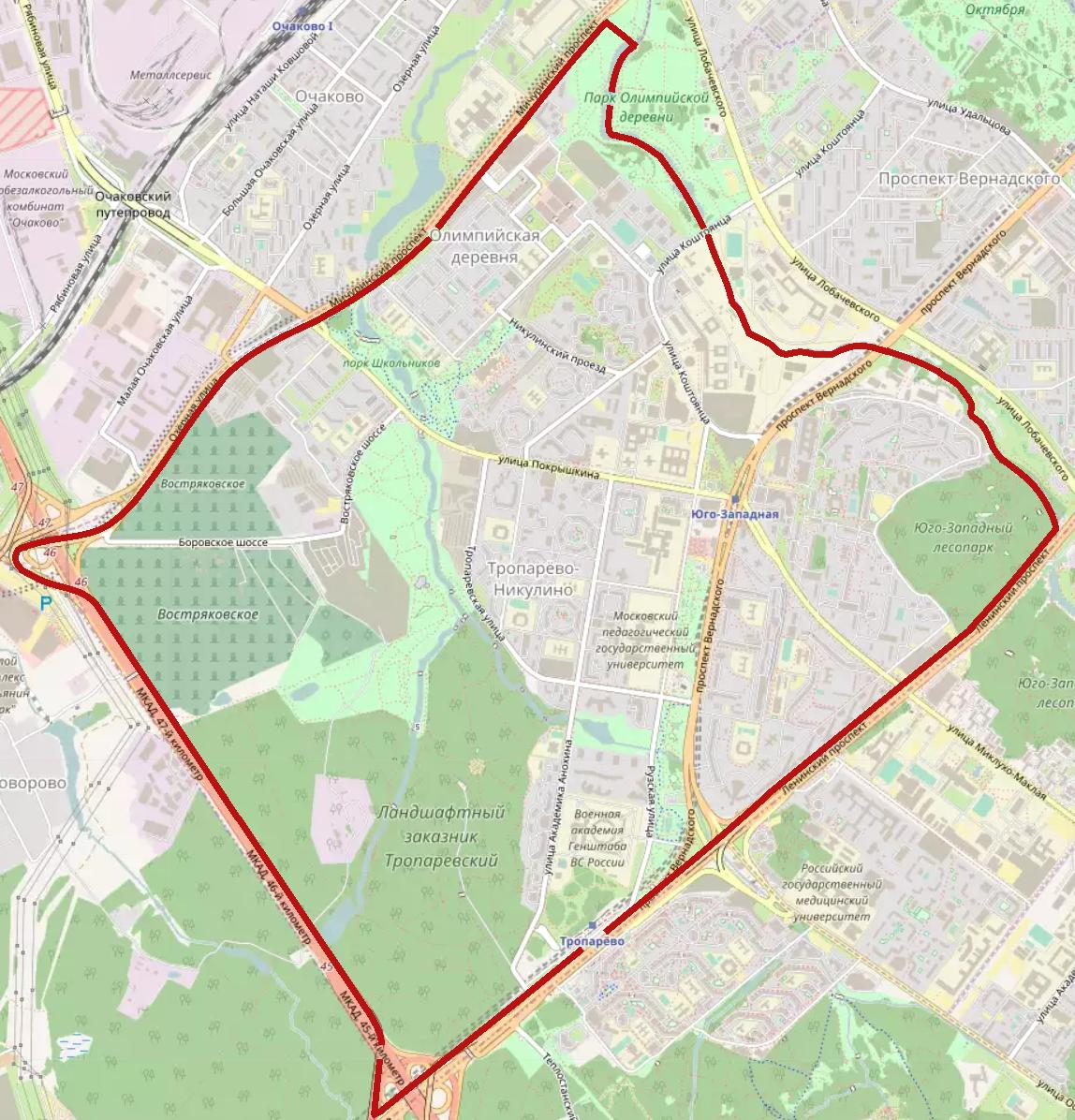
План-схема района Тропарёво-Никулино с OpenStreetMap по состоянию на август 2017 года

Район расположен в юго-западной части Москвы, на территории Западного административного округа.
Граница Тропарёва-Никулина проходит на юге и юго-востоке по Ленинскому проспекту, на юго-западе по Московской кольцевой автомобильной дороге, на западе по Озёрной улице, на северо-западе по Мичуринскому проспекту, а на севере, северо-востоке и востоке по оси русла реки Самородинки до Ленинского проспекта.
На севере, северо-востоке и востоке граничит с районом Проспект Вернадского, на юго-востоке с Обручевским районом, на юге с Тёплым Станом, на западе с Солнцевом, на северо-западе с Очаковом-Матвеевским.
По данным Мосгорстата и управы района площадь района составляет 1126,66 га.
В пределах района присутствуют две реки — Самородинка и Очаковка, а также безымянный приток последней в Тропарёвском парке.

## Население
| 2002     | 2010     | 2012     | 2013     | 2014     | 2015     | 2016     |
| -------- | -------- | -------- | -------- | -------- | -------- | -------- |
| 77 901   | ↗112 814 | ↗114 587 | ↗117 231 | ↗118 742 | ↗119 568 | ↗121 346 |
| 2017     | 2018     | 2019     | 2020     | 2021     | 2023     | 2024     |
| ↗121 754 | ↗123 478 | ↗124 167 | ↗124 287 | ↗127 940 | ↗128 359 | ↘128 029 |

По итогам Всероссийской переписи населения 2002 года в Тропарёве-Никулине проживали 77 901 человек: 37 224 (47,8 %) мужчин и 40 677 (52,2 %) женщин, что составило 7,57 % населения ЗАО и 0,75 % населения Москвы. По итогам переписи 2010 года в районе уже проживало 112 814 человек, из которых 51 636 (45,8 %) мужчин и 61 178 (54,2 %) женщин. По оценкам Мосгорстата население района на 1 января 2011 года составляло 119 тыс. человек.
На 2010 год плотность населения составляла 6529,7 чел./км², площадь жилого фонда — 2255,14 тыс. м².

### Национальный состав
По итогам переписи населения 2020 года проживали следующие национальности (национальности менее 0,1 % и другое, см. в сноске к строке «Другие»):
| Национальность | Численность, чел. | Доля     |
| -------------- | ----------------- | -------- |
| Русские        | 103 535           | 80,92 %  |
| Украинцы       | 1575              | 1,23 %   |
| Татары         | 931               | 0,73 %   |
| Евреи          | 744               | 0,58 %   |
| Азербайджанцы  | 668               | 0,52 %   |
| Узбеки         | 653               | 0,51 %   |
| Армяне         | 569               | 0,44 %   |
| Таджики        | 472               | 0,37 %   |
| Киргизы        | 436               | 0,34 %   |
| Молдаване      | 368               | 0,29 %   |
| Чеченцы        | 319               | 0,25 %   |
| Грузины        | 310               | 0,24 %   |
| Белорусы       | 226               | 0,18 %   |
| Башкиры        | 152               | 0,12 %   |
| Казахи         | 146               | 0,11 %   |
| Осетины        | 132               | 0,10 %   |
| Другие         | 16 704            | 13,07 %  |
| Итого          | 127 940           | 100,00 % |

## Герб и флаг

Герб района Тропарёво-Никулино

Герб и флаг района утверждены и внесены в Геральдический реестр города Москвы с присвоением регистрационного номера 3 марта 2004 года.
Флаг муниципалитета представляет собою голубое прямоугольное полотнище с соотношением сторон 2:3, герб района — лазоревый щит московской формы. На них крестообразно, остриём вниз изображены пламенеющий меч Архистратига Михаила и серебряный восточный меч с золотыми эфесами. Над мечами изображён серебряный православный крест, под мечами — серебряный головной убор ордынской ханши. В символике отражены события, произошедшие в XIV веке, когда жена золотоордынского хана Джанибека Тайдула заболела. Хан просил митрополита Алексия и православных священников вознести молитвы Архистратигу Михаилу об исцелении ханши. Они молились в церкви, которая находилась на территории нынешнего Тропарёва-Никулина, после чего ханша выздоровела. Эта символика передаёт мирный аспект отношений между Золотой Ордой и Русью в период татаро-монгольского ига.

## Происхождение названия
Своё название район получил от двух селений: села Тропарёво и деревни Никулино, — располагавшихся в Московском уезде в 12 вёрстах от Москвы на Боровской дороге.
«Тропарёво» происходит от прозвища жившего в XIV веке владельца села, боярина Ивана Михайловича Тропаря, упомянутого в Троицкой летописи. «Никулино» произошло от имени боярина Микулы Васильевича Вельяминова, принимавшего активное участие в строительстве белокаменного Кремля Дмитрия Донского.

## История
Район строился на месте села Тропарёво и деревни Никулино, которые в XIX — начале XX века входили в Зюзинскую и Голенищевскую волости Московского уезда, с 1929 года — в Кунцевский район Московской области. В августе 1960 года районы вошли в состав Москвы — сначала являясь частью Ленинского района, а с 1969 года — Гагаринского.
В 1991 году образован Западный административный округ и в его составе муниципальные округа Тропарёво и Никулино, в 1993 году объединённые в один — Тропарёво-Никулино. В 1995 году этот муниципальный округ получил статус района Москвы Тропарёво-Никулино.

### Село Тропарёво
Село Тропарёво располагалось на обоих берегах речки Очаковки (Тарасовки) между Калужской и Боровской дорогами, ближе к последней, от которой до села шла дорога.
Первое упоминание о селе датируется 21 сентября 1393 года, когда был похоронен владелец села — митрополичий боярин Иван Михайлович Тропарь. В XV веке селом уже владеет купец Фома Саларев, предположительно купивший эти земли. В конце XV века Тропарёво перестаёт быть владением Саларевых, а начиная с 1524 года переходит в состав вотчин Новодевичьего монастыря и в нём организуется монастырский двор.
Во время польско-литовского нашествия 1611—1612 годов в селе был сожжён деревянный храм Чуда архистратига Михаила, существовавший, по мнению историка И. Е. Забелина, в селе с древнейших времён. Согласно писцовой книге от 1627 года, в селе имелось на тот момент семь крестьянских дворов с 12 крестьянами и 2 двора бобыльских с 2 бобылями. К 1646 году храм архистратига Михаила был восстановлен, а уже в 1693 году в селе на средства монастыря вместо деревянного был сооружён пятиглавый каменный храм в стиле нарышкинского барокко. В XVIII веке в результате секуляризации церковных земель село переходит от монастыря в ведение Коллегии экономии. В 1812 году во время отступления французских войск из Москвы храму был нанесён значительный ущерб, после которого он был отремонтирован и подкрашен в 1822 году. В конце XIX века в Тропарёве числилось 60 дворов, земское училище и трактир.
После Октябрьской революции в Тропарёве появился сельсовет и началась коллективизация. В 1921 году около Тропарёва в селе Богородском возникает толстовская коммуна «Жизнь и труд». По переписи в 1926 году в селе было 140 дворов, в которых проживало 117 мужчин и 125 женщин. В 1929 году в селе образован колхоз имени К. Е. Ворошилова, имевший в своём подчинении 342 га угодий. Тогда же согласно указанию местного райисполкома коммуна должна была быть распущена, а имения со всем имуществом переданы тропарёвцам, однако толстовцы задержались до 22 мая 1931 года, когда были отправлены в Западную Сибирь. В 1939 году прекращено богослужение в храме Михаила Архангела, а сам он разорён. В 1941 году вблизи Тропарёва была создана одна из линий обороны на ближних подступах к Москве: на защиту встала 5-я дивизия народного ополчения, состоящая из местных и москвичей, а также пулемётная рота 8-го стрелкового полка, которая расположилась в районе станции метро «Юго-Западная», однако линия фронта до этих мест не дошла. После войны рядом с Тропарёвым пролёг Ленинский проспект, а уже в 1947 году был запланирован проспект Вернадского.
К моменту включения в состав Москвы в 1960 году Тропарёво было большим селом с несколькими улицами, главной из которой была Рузская. С начала 1970-х по 1980-е годы при строительстве жилого района село Тропарёво было постепенно снесено.

### Деревня Никулино
Деревня Никулино располагалась на правом берегу речки Очаковки (ранее носившей название Тарасовка) на Боровской дороге, где от него ответвлялась дорога на Тропарёво. Никулино являлось присёлком Тропарёва.
Согласно историку К. А. Аверьянову, Микула Васильевич Вельяминов получил эту деревню в подарок от Дмитрия Донского за участие в Куликовской битве. Имеются основания полагать, что в первой половине XV столетия владелец деревни — боярин Иван Дмитриевич Всеволожский, получивший деревню в качестве приданного за дочерью Микулы — во время феодальной войны примкнул к противникам великого князя Василия II, в связи с чем Никулино было конфисковано и передано во владение Фоме Салареву.
Впервые деревня упоминается в исторических источниках в 1698 году, когда в неё во время стрелецких волнений прибыл приближённый царевны Софьи Алексеевны Сильвестр Медведев с целью переждать эти события. Никулино, как и Тропарёво, принадлежало Новодевичьему монастырю, по причине чего имеются предположения о нахождении в деревне часовни. Согласно справочнику от 1852 года, в Никулине проживало 47 мужчин и 57 женщин, живших в 16 дворах. Исходя из материалов 1884 года, в деревне к тому моменту появился один трактир, количество дворов увеличилось до 18, однако населения стало меньше.
После революции в ходе коллективизации в селе был образован колхоз «Парижская коммуна», площадь угодий которого составляла 128 га. В 1957 году к западу от Никулина по обеим сторонам Боровского шоссе возникло Востряковское кладбище, до которого из центра Москвы через Никулино стал ходить автобус № 114. После включения в состав Москвы сельские постройки деревни Никулино сохранялись до середины 1980-х годов.

### Жилой район Тропарёво
Впервые вопрос включения окрестностей в состав Москвы и застройке их жилыми кварталами был поднят в 1930-х годах. Проект разрабатывался наркомом Л. М. Кагановичем и был принят советом народных комиссаров и ЦК ВКП(б) 10 июля 1935 года, однако реализован не был из-за начала войны.

Книга «Познакомьтесь — наша Москва» издательства 1968 года извещает о следующем: 
В августе 1958 года было принято решение о строительстве экспериментального жилого района на Юго-Западе Москвы. Для его застройки отвели территорию в 215 гектар, ограниченную проспектом Вернадского и Ленинским, а также селом Тропарёво. В экспериментальном районе было намечено построить жилые дома полносборной конструкции в 9, 16, 17 и 27 этажей.

Памятник четырём из 26 бакинских комиссаров

Планировка района осуществлялась по проекту архитекторов Б. Р. Рубаненко, Л. К. Дюбека и других. Несмотря на планы, жилищное строительство началось только в 1966 году. В декабре 1963 года в поле к северу от села была построена станция Юго-Западная Кировско-Фрунзенской (ныне Сокольнической) линии метрополитена. К моменту пуска станции, территория вокруг была ещё не застроена; проспект Вернадского и Ленинский проспект до этого места не доходили, а автострада Москва-Киев, проходившая рядом, была ещё не реконструирована и не застроена. По отдалённому взгорью справа от станции проходило Боровское шоссе. От станции метро до Внукова ходили автобусы. Большую часть пространств вокруг неё занимали колхозные посевы.
В 1968 году улица, идущая от станции метро до Ленинского проспекта, получила имя в честь 26 бакинских комиссаров, а весной 1971 года им поставлен памятник, подаренный бакинцами (скульптор И. Зейналов). Улица разделила экспериментальный район на южную и северную части, в ходе застройки которых отрабатывались новые конструктивные и инженерные решения, впоследствии применявшиеся для строительства в других районах Москвы.
Северная часть района включает несколько групп домов, в том числе жилые здания и школу немецкого посольства, соседствующие с институтом проблем механики имени А. Ю. Ишлинского и лесопарком. В 1980 году на этой территории была открыта 35-этажная гостиница «Центральный дом туриста».
За архитектуру южной части Тропарёва группа архитекторов, инженеров-конструкторов и строителей под руководством Е. Н. Стамо (А. Б. Бергельсон, Г. И. Гаврилов, В. И. Коркина, М. В. Посохин, Ю. А. Дыховичный, И. И. Краюшкин, В. Ф. Промыслов, М. П. Коханенко, В. А. Солозобов) удостоена Государственной премии СССР 1980 года. Этот комплекс включил в себя построенные в 1966—1975 годах 9-этажные и 12-этажные крупнопанельные здания, три первых 16-этажных здания из унифицированных деталей Единого каталога (проспект Вернадского, 113, 119, 125) и три первых 22-этажных здания, крестообразных в плане (Улица 26 Бакинских комиссаров, 9, 11 и проспект Вернадского, 109), в одном из которых расположилась официальная дипломатическая миссия ЦАР на территории России. В районе пересечения проспектов была возведена 26-этажная бело-голубая гостиница «Салют», высота которой приближалась к 100 метрам.

В книге 1970 года «Архитектурные ансамбли Москвы» даётся следующая характеристика проекта:
В районе Тропарёво авторы избрали оригинальный путь формирования ансамбля. Создаётся впечатление, что зодчие не строят район по задуманной схеме, а как бы „лепят“ его постепенно, размышляя и совершенствуя, исправляя и дополняя свой замысел в процессе строительства. Они создают микроансамбли своего района, стремясь ввести в них такие элементы, которые усиливают художественное и функциональное единство каждого и лучше связывают их между собой в живописное пространственное целое. Именно поэтому в архитектуре Тропарёва нет надуманной сухости композиции и строгой завершённости элементов. В его микроансамблях много живописной теплоты и красочной гармонии. Это прослеживается как в целом, так и во фрагментах — от объёмной композиции отдельных зданий до их блокировки в комплексы, от пластического расчленения фасадов домов ячейками балконов до любовно выполненных входов, в обогащении всего цветом — сочным и ярким, зеленью насаждений с цветниками и малыми формами. Именно такое впечатление производит несколько замедленный процесс формирования Тропарёва.

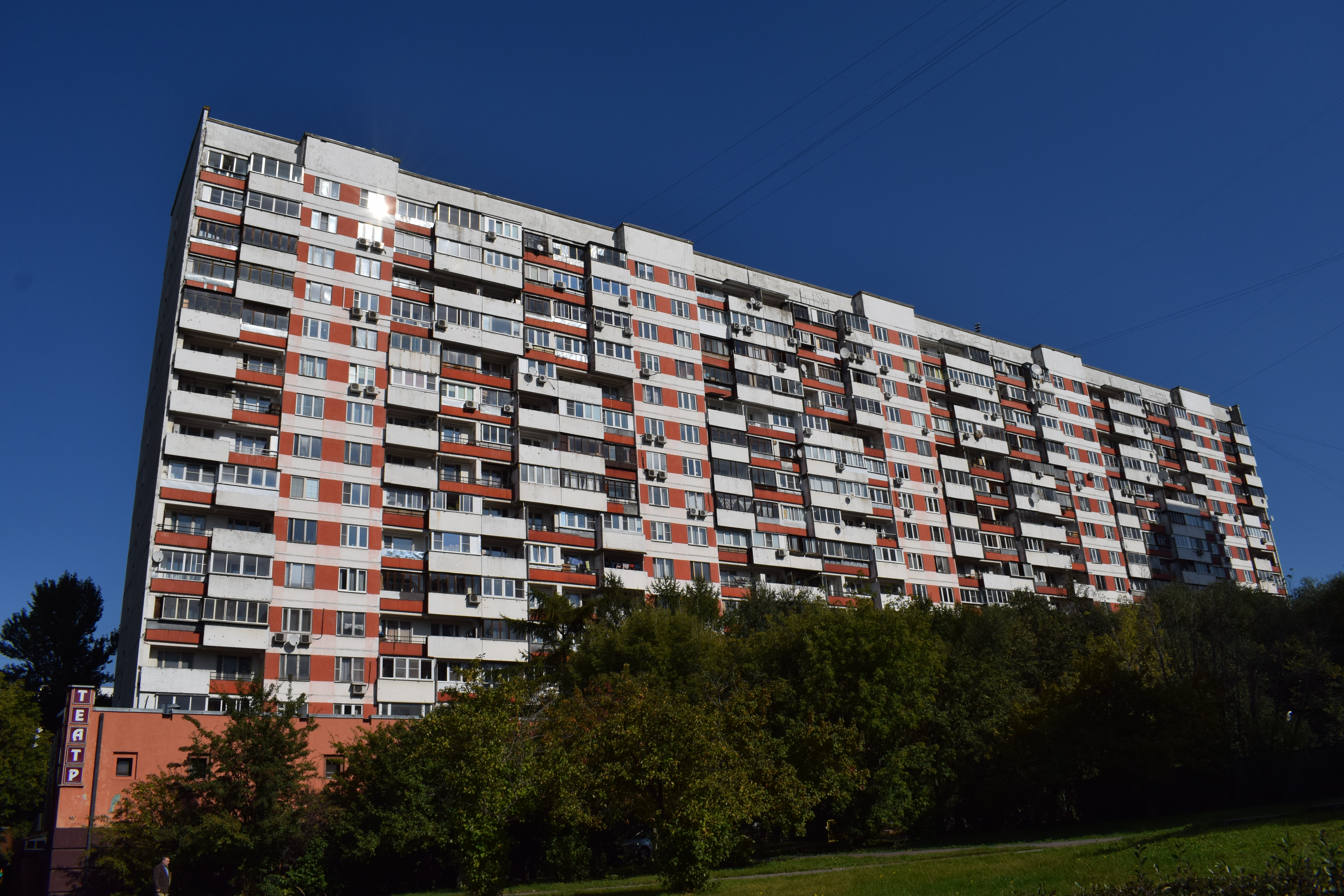
Третье 16-этажное здание, серия И-99-47
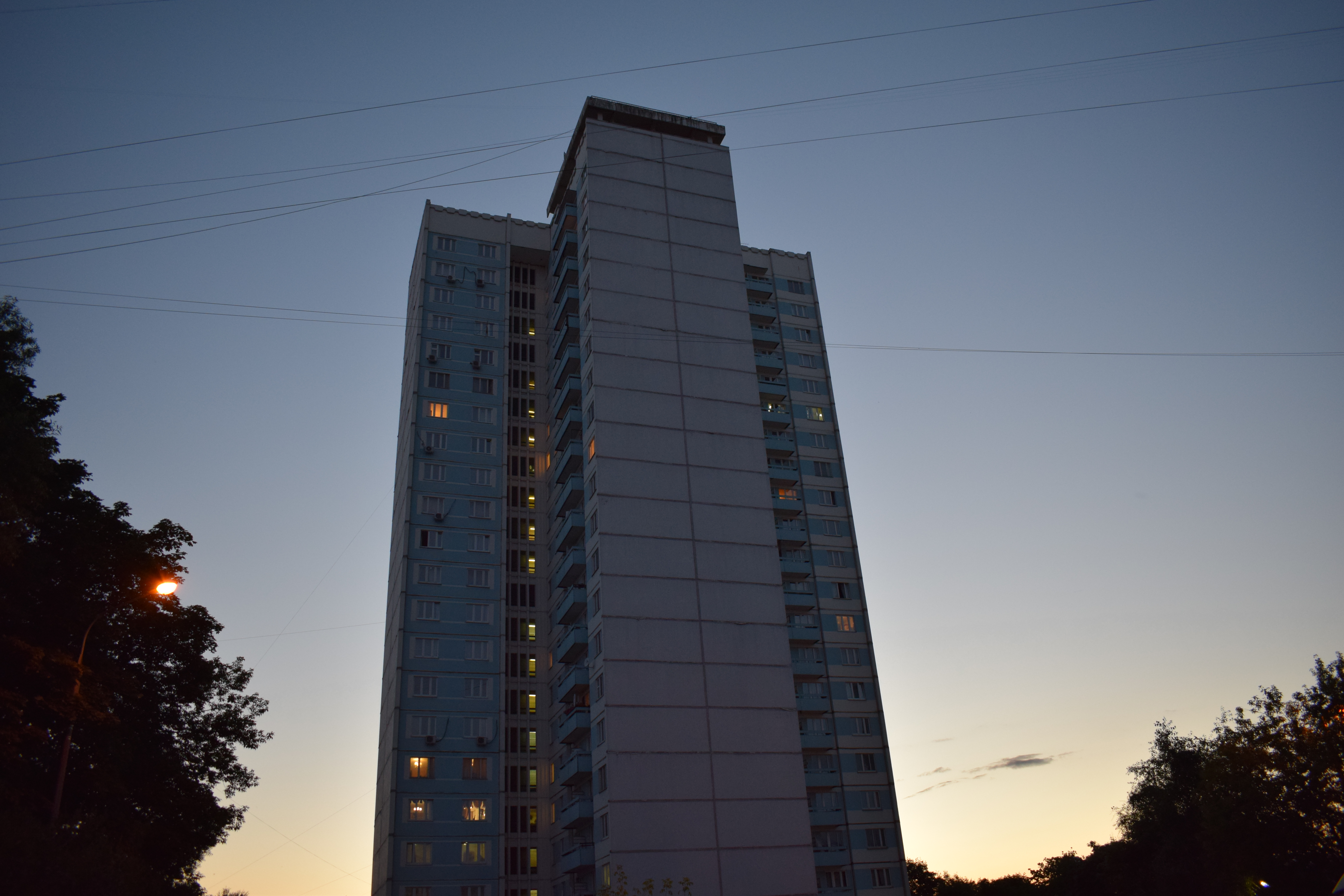
Первое 22-этажное здание, серия П-4/22
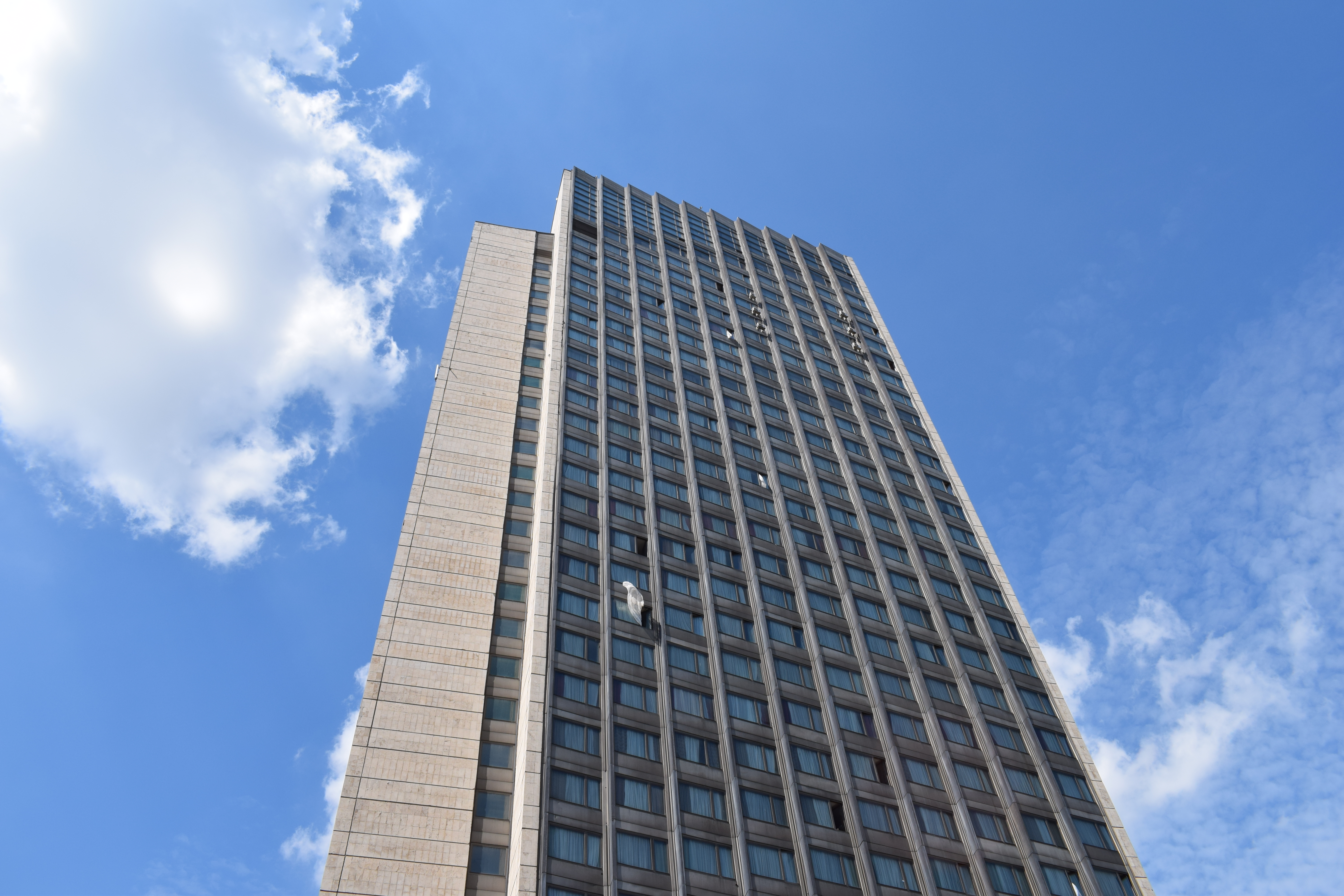
Центральный дом туриста
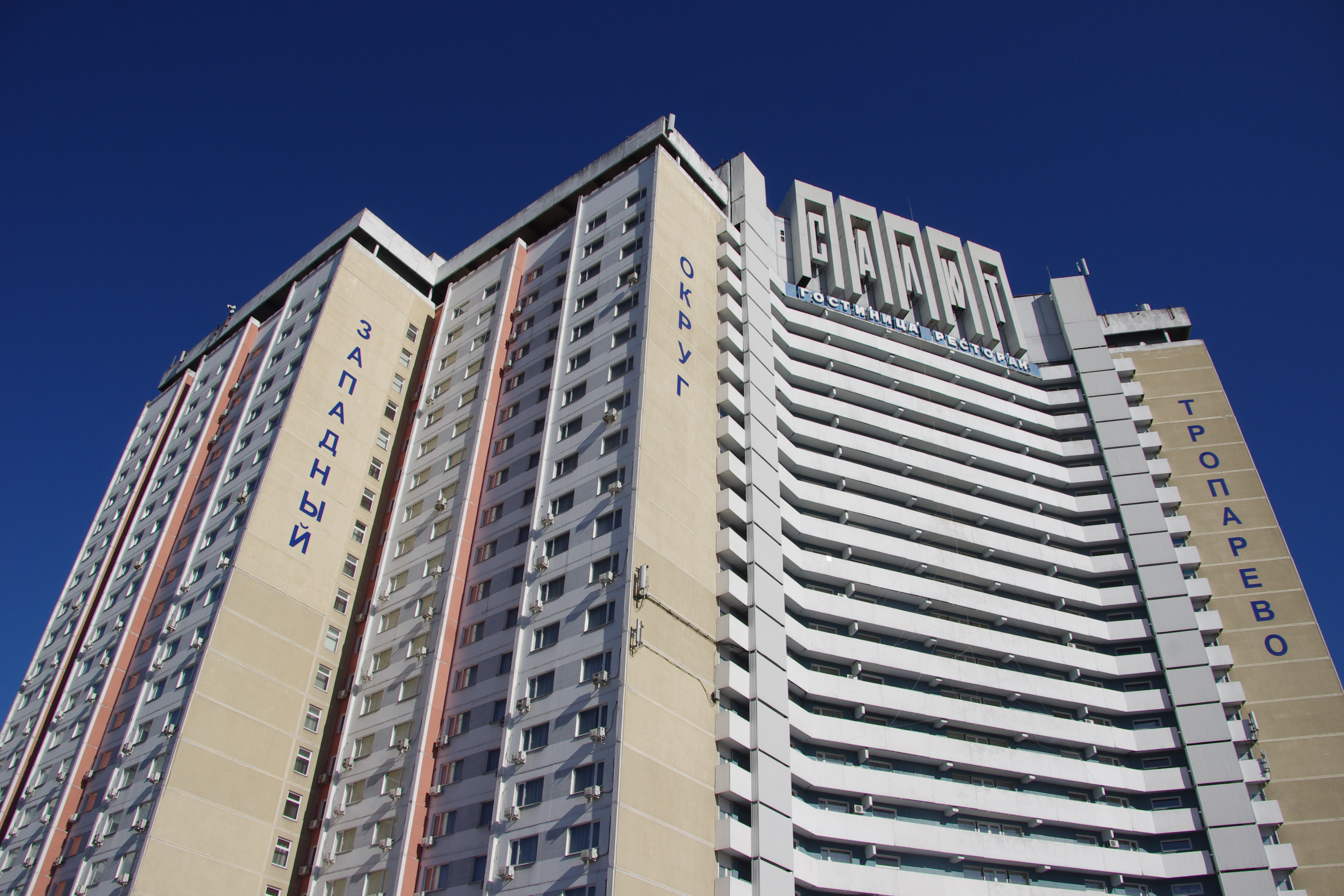
Гостиница «Салют»

### Жилой район Олимпийская деревня

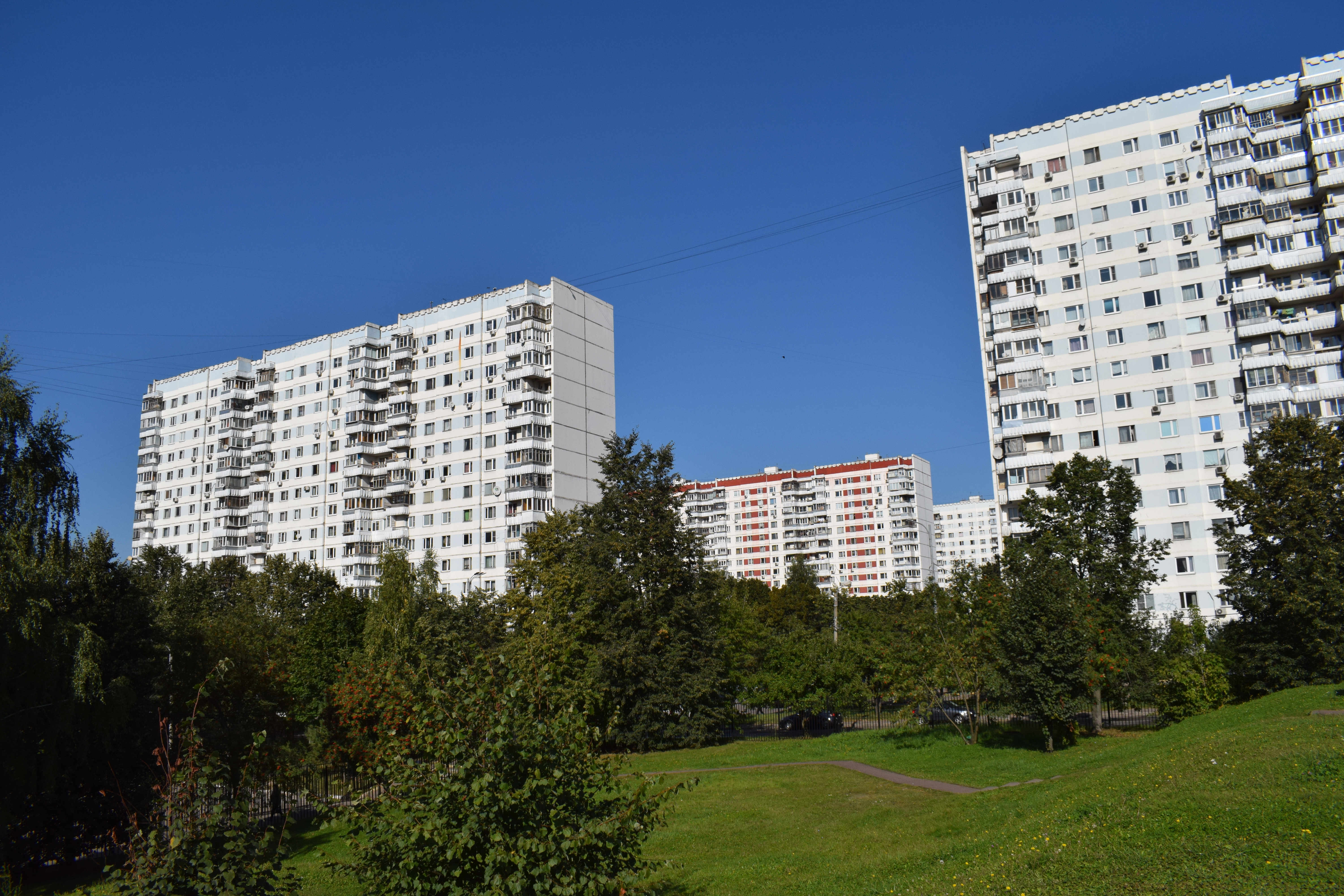
Олимпийская деревня-80 (2017 год)

В 1977—1980 годах к северу от деревни Никулино для размещения спортсменов во время Московской Олимпиады была построена Олимпийская деревня. Руководство проектом осуществлял Е. Н. Стамо, микрорайон планировался таким образом, чтобы для обслуживания спортсменов использовались не только жилые дома, но и все учреждения общественного назначения. Олимпийская деревня включила в себя:
- Жилую зону площадью 20 га, состоящую из 18 шестнадцатиэтажных зданий, которыми образуются три полузамкнутых двора:
- 8 школ и детских учреждений:
- 22 строений культурно-бытового, коммунального назначений и спортивного характера:
- Парк в пойме реки Самородинки[44].

После завершения Олимпиады деревня вместе со всей прилегающей инфраструктурой была передана городу для заселения очередниками, бывшее административное здание — музею обороны Москвы. В 2002 году на её территории открылся Государственный музыкальный театр Национального искусства под руководством В. Назарова. 23 декабря 2014 года в том же здании развернулась площадка Московской филармонии.

## Транспорт

### Железнодорожный транспорт
На территории района расположено три станции метро — «Юго-Западная», «Тропарёво» и «Озёрная»

Ближайшими пассажирскими платформами МЖД для района являются Очаково и Мещёрская Киевского направления, расположенные на территории соседних районов.

### Автобусы
Район пронизывают многочисленные маршруты автобусов, связывающих муниципальный округ с другими районами Москвы, близлежащими населёнными пунктами Московской области. Рядом со станцией метро «Тропарёво» планируется создание ТПУ.
| № маршрута | Промежуточные станции метро | Конечный пункт 1                                       | Конечный пункт 2                         |
| ---------- | --- | ------------------------------------------------------ | ---------------------------------------- |
| н11        | Рассказовка — Новопеределкино — Боровское шоссе — Говорово — Озёрная — Юго-Западная — Площадь Гагарина — Октябрьская — Александровский сад — Театральная — Лубянка | Аэропорт Внуково                                       | Китай-город                              |
| 66         | Озёрная — Юго-Западная | Платформа Мещёрская                                    | 9-й микрорайон Тёплого Стана             |
| 144        | Тропарёво — Площадь Гагарина — Октябрьская — Александровский сад — Театральная — Лубянка                                                                           | Тёплый Стан                                            | Китай-город                              |
| 145        | (внутреннее кольцо) | Беляево                                                | Беляево                                  |
| 145к       | (внешнее кольцо) | Беляево                                                | Беляево                                  |
| 196        | Юго-Западная — Коньково — Беляево — Калужская — Новые Черёмушки — Профсоюзная — Академическая — Площадь Гагарина                                                   | Тропарёво                                              | Октябрьская                              |
| 226        | Озёрная — Юго-Западная — Калужская | Станция Очаково                                        | Калужская                                |
| 227        | Тёплый Стан — Тропарёво — Юго-Западная | 5-й микрорайон Тёплого Стана                           | Олимпийская деревня                      |
| 250        | Юго-Западная — Коньково | Улица Академика Анохина                                | Тёплый Стан                              |
| 261        | Юго-Западная — Беляево | Озёрная                                                | Улица Островитянова                      |
| 281        | Тёплый Стан — Тропарёво | Проезд Карамзина                                       | Юго-Западная                             |
| 329        | Озёрная | Славянский бульвар                                     | Юго-Западная                             |
| 330        | Боровское шоссе — Говорово — Озёрная — Юго-Западная — Беляево | Улица Федосьино                                        | Ясенево                                  |
| 343        | Тропарёво — Румянцево | Юго-Западная                                           | Платформа «Переделкино»                  |
| 374        | Рассказовка — Новопеределкино — Боровское шоссе — Говорово — Озёрная                                                                                               | Микрорайон «Солнцево-Парк» (Улица Лётчика Грицевца, 4) | Юго-Западная                             |
| 404        | Беляево | Юго-Западная                                           | Калужская                                |
| 459        | Говорово — Озёрная | 5-й микрорайон Солнцева                                | Кунцевская                               |
| 485        | Юго-Западная — Тропарёво — Румянцево | Тропарёво                                              | Мега Ашан                                |
| 518        | Тропарёво | Станция Солнечная                                      | Юго-Западная                             |
| 519        | — | Юго-Западная                                           | Матвеевское                              |
| 520        | Юго-Западная | Тропарёво                                              | Востряковское кладбище                   |
| 553        | Тропарёво | Тёплый Стан                                            | Ленинский проспект                       |
| 569        | Тропарёво — Румянцево | Юго-Западная                                           | Тарасково                                |
| 572        | Боровское шоссе — Говорово — Озёрная — Мичуринский проспект — Раменки — Ломоносовский проспект                                                                     | Новоорловская улица                                    | Университет                              |
| 610        | Юго-Западная — Озёрная — Кунцевская | Улица Герасима Курина                                  | Юго-Западная                             |
| 611        | Тропарёво — Румянцево | Юго-Западная                                           | Внуковский завод                         |
| 630        | Юго-Западная — Озёрная | Тропарёво                                              | Станция Очаково                          |
| 642        | Тропарёво — Ясенево | Юго-Западная                                           | Калужская                                |
| 667        | Юго-Западная | Озёрная                                                | Олимпийская деревня                      |
| 688        | Юго-Западная — Кунцевская — Крылатское | Озёрная                                                | Крылатское                               |
| 688к       | Юго-Западная | Озёрная                                                | Кунцевская                               |
| 699        | Юго-Западная — Коньково — Беляево — Калужская | Станция Очаково                                        | Улица Введенского                        |
| 707        | Юго-Западная — Тропарёво — Румянцево | Юго-Западная                                           | 5-й микрорайон Солнцева                  |
| 718        | Юго-Западная | Озёрная                                                | 9-й микрорайон Тёплого Стана             |
| 752        | Юго-Западная — Озёрная — Говорово | Беляево                                                | Солнцево                                 |
| 785        | Юго-Западная | Тропарёво                                              | Станция Очаково                          |
| 785к       | Юго-Западная | Тропарёво                                              | Улица Доктора Гааза                      |
| 793        | Солнцево — Говорово — Озёрная — Мичуринский проспект | 5-й микрорайон Солнцева                                | Проспект Вернадского                     |
| 816        | Тропарёво — Беляево | ВКНЦ                                                   | Калужская                                |
| 830        | Боровское шоссе — Говорово — Озёрная — Мичуринский проспект | Улица Федосьино                                        | Проспект Вернадского                     |
| 877        | Тропарёво — Улица Скобелевская — Бульвар Адмирала Ушакова | Юго-Западная                                           | Остафьевская улица                       |
| 890        | Тропарёво — Румянцево | Юго-Западная                                           | 3-й микрорайон Московского               |
| 950        | Юго-Западная | Тропарёво                                              | Платформа Кокошкино                      |
| 953        | Тропарёво — Тёплый Стан | Юго-Западная                                           | Мега Ашан                                |
| 1147       | | Тропарёво                                              | Парковка Минская — ОРП «Таможенный пост» |

### Троллейбусы
8 октября 2016 года взамен четырёх прежних маршрутов — № 33, 33к, 62 и 84 — был образован маршрут № м16. 
На июнь 2020 года через район проходил троллейбус № м16. 25 августа 2020 года троллейбус № м16 был заменён электробусом.

В недавнем прошлом район также обслуживался ходившим по Мичуринскому проспекту троллейбусом № 17. К настоящему моменту аналогичным образом заменён электробусом.

### Электробусы
| № маршрута | Промежуточные станции метро                                 | Конечный пункт 1 | Конечный пункт 2   |
| ---------- | ----------------------------------------------------------- | ---------------- | ------------------ |
| м4         | Юго-Западная — Площадь Гагарина                             | Озёрная          | Октябрьская        |
| м17        | Мичуринский проспект — Раменки — Ломоносовский проспект     | Озёрная          | Киевский вокзал    |
| т34        | Проспект Вернадского — Университет — Ломоносовский проспект | Юго-Западная     | Киевский вокзал    |
| 622        | —                                                           | Озёрная          | Славянский бульвар |

## Парки
Согласно данным управы, парки вместе с Востряковским кладбищем занимают около 47 % (530 га) всей территории района. Природный комплекс района представлен парками, множеством скверов и бульваром по улице Двадцати шести Бакинских Комиссаров. Помимо этого, в непосредственной близости к границе района располагается Теплостанский лесопарк.
Тропарёвский парк – ландшафтный заказник, расположенный в юго-западной части района. Парк был заложен в 1961 году на месте бывших монастырских садов и был назван в честь ХХII съезда КПСС. Тогда же сложилась его планировка: от круглой центральной площади расходятся шесть «лучей»-аллей: березовая, лиственничная, тополиная, липовая, яблоневая, кленовая. В 2000-х годах в парке были построены детские и спортивные площадки, места тихого отдыха. В заказнике имеется «Аптекарский огород», где высажены лекарственные растения, экологическая тропа, вольерный комплекс с птицами. В 2020 году на территории был разбит сад здоровья «Седьмое чувство».
Юго-Западный лесопарк (северо-западная часть) – лесопарк на территории районов Тропарёво-Никулино и Обручевский (поделен на две части осью Ленинского проспекта). По северо-западной территории протекает река Самородинка, объявленная памятником природы.
Парк Школьников – озелененная территория на пересечении Мичуринского проспекта и Никулинской улицы. Парк был создан в конце 2000-х годов, в 2014 году полностью реконструирован. В зоне отдыха построены детские и спортивные площадки, беседки, проложена велодорожка, обустроены набережные вокруг прудов.
Парк Олимпийской деревни – зона отдыха на территории районов Проспект Вернадского и Тропарёво-Никулино (граница проходит по каскаду прудов). Парк был построен к Олимпиаде-80, однако после проведения игр постепенно пришёл в запустение. В 2015-2016 годах была проведена комплексная реконструкция с акцентом на спортивную инфраструктуру. В парке проложена велодорожка, построены площадки для баскетбола, волейбола, настольного тенниса, воркаута и кроссфита. Есть детские площадки (в том числе – спортивно-игровой городок на двух насыпных холмах), зона для пикника и сцена для мероприятий.
Парк «Никулино» – озеленённый участок между Рузской улицей и проспектом Вернадского. Разделен Тропарёвской улицей на две части: северную и южную. Парк был создан в 1999 году и дополнительно благоустроен в 2012 году. На территории зоны отдыха есть детские и спортивные площадки, каток, проложена велодорожка. Ближе к Тропарёвской улице находится Храм Архистратига Михаила. Напротив Военной академии Генерального штаба ВС установлен памятник генералу Михаилу Скобелеву. Автор монумента – Александр Рукавишников.
Парк Лётчиков-испытателей – зона отдыха в микрорайоне Никулино-1, благоустроенная в 2021 году по программе «Мой район». Тематика парка связана с историей местности, на которой в 1940—80-х годах находилась Школа младших авиационных специалистов и учебный аэродром. Стилистически о прошлом этой территории напоминают арт-объекты: солнечные часы в виде военного самолёта Су-15 и скульптура «Стрижи» (эти птицы символизируют талант и мастерство лётчиков). В парке также обустроены места тихого отдыха, детская площадка и зона для выгула собак. Для разработки проекта благоустройства были собраны мнения граждан на портале «Активный гражданин».

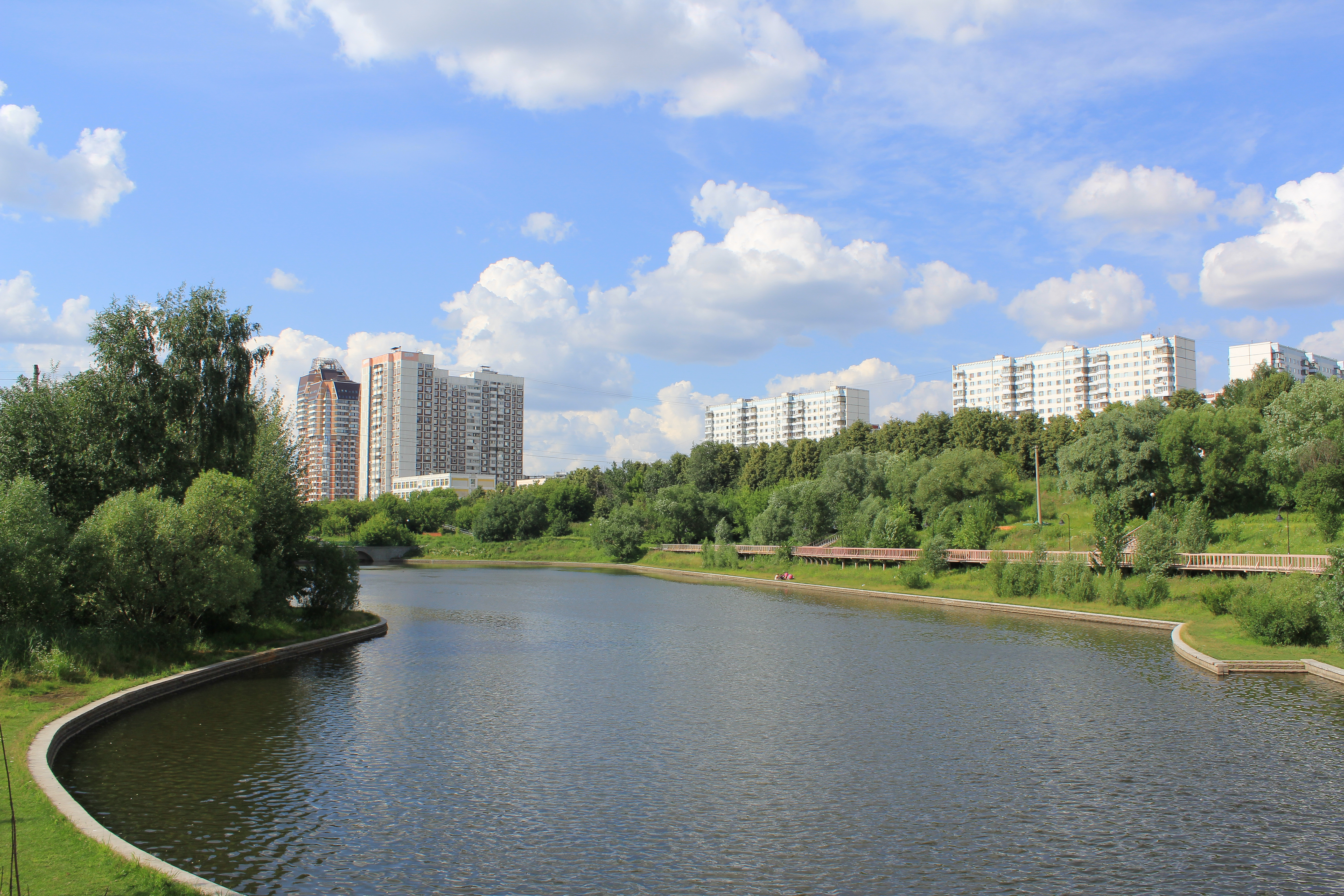
Вид на пруд в парке Школьников
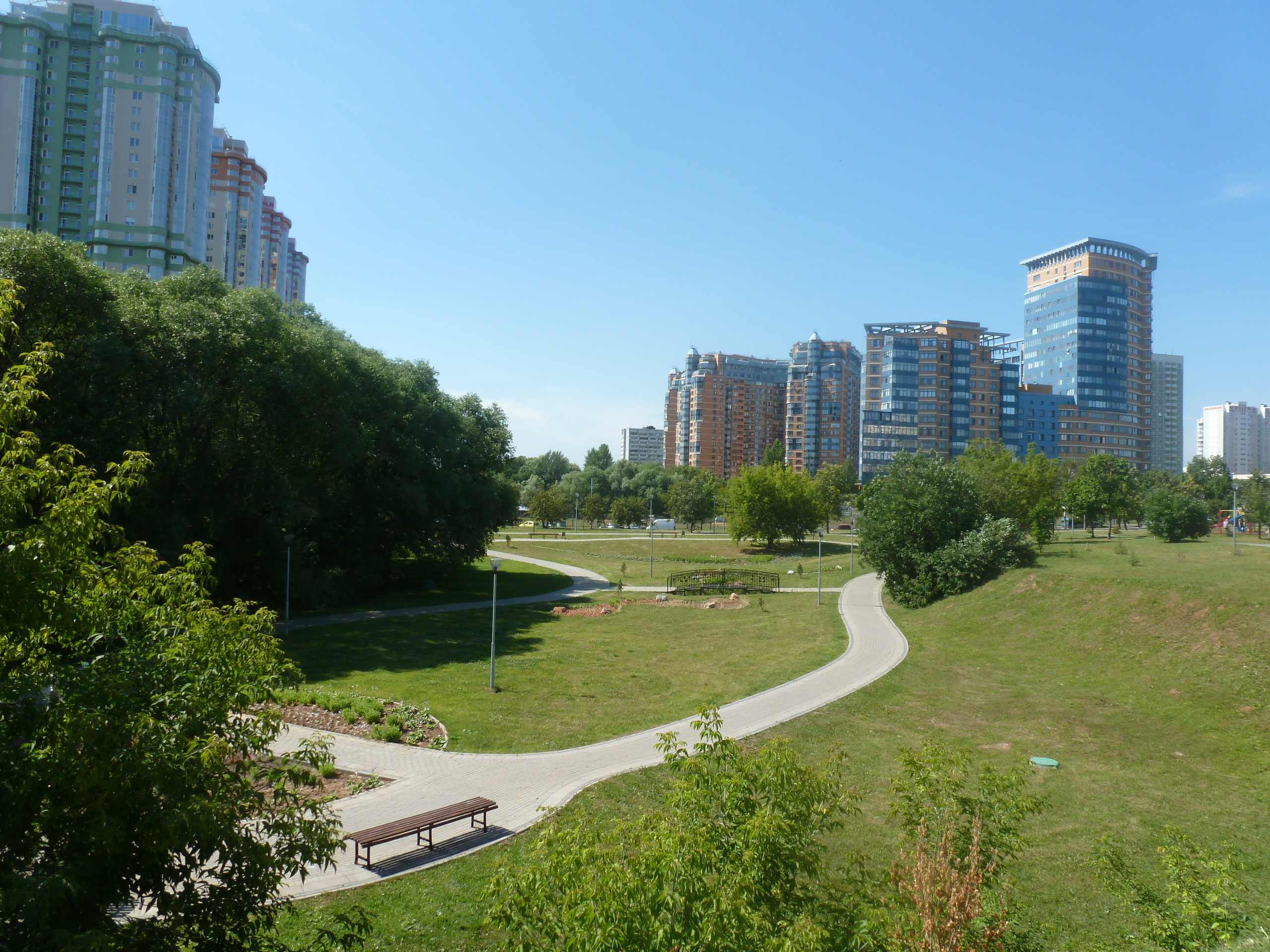
Овраг в парке «Никулино»
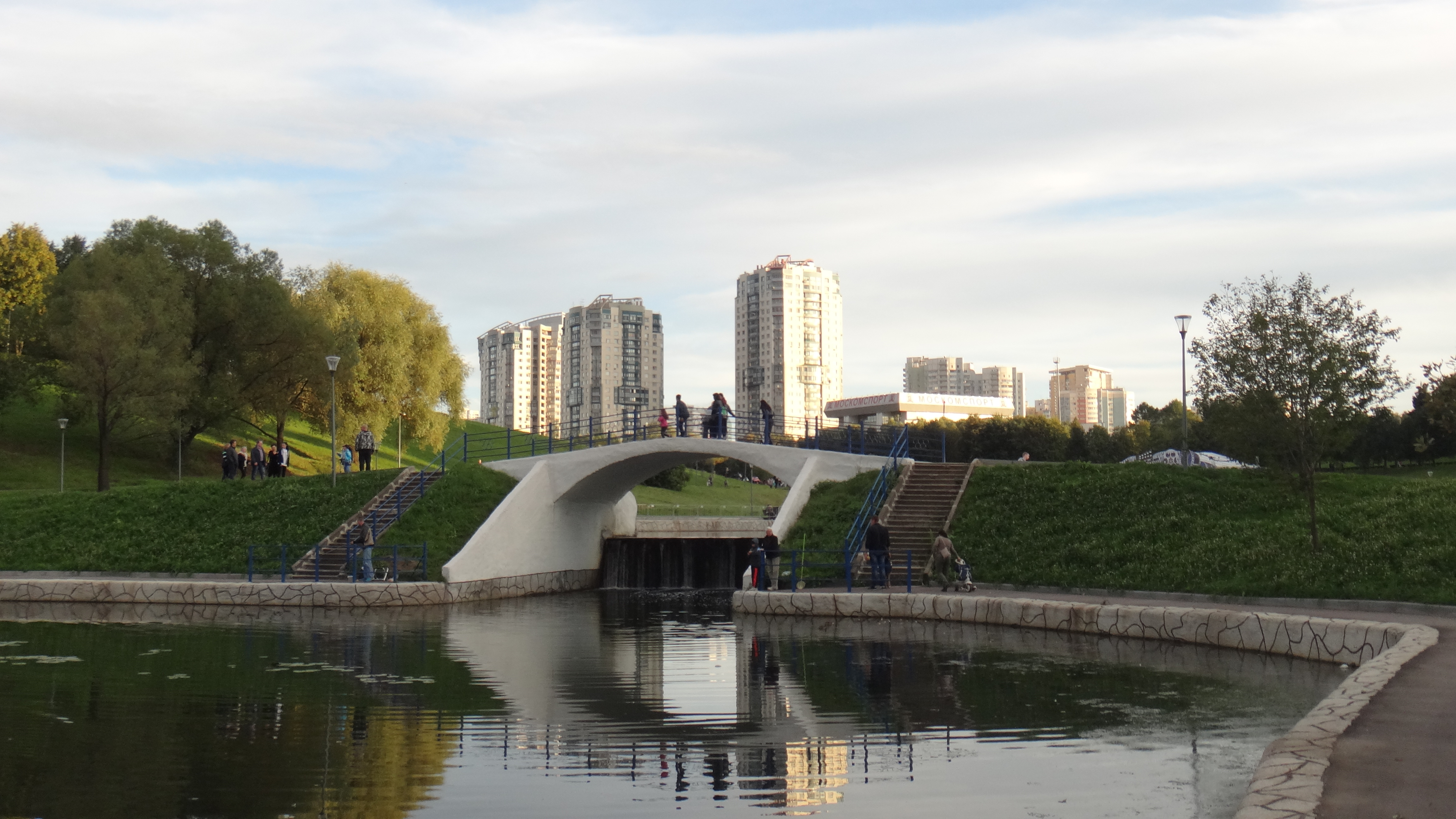
Каскад прудов в парке Олимпийской деревни

## Социальная сфера

### Образование

#### Вузы

Главное здание РАНХиГС

- МИРЭА — Российский технологический университет
- Московский педагогический государственный университет
- Московский государственный технический университет радиотехники, электроники и автоматики
- Российская академия народного хозяйства и государственной службы при Президенте Российской Федерации
- Институт проблем механики имени А. Ю. Ишлинского РАН
- Военная академия Генерального штаба Вооружённых сил Российской Федерации
- Московская высшая школа социальных и экономических наук

#### Школы и детские сады
На территории Тропарёва-Никулина расположены 11 школ и 16 детских садов. 4 октября 2017 года был опубликован рейтинг лучших школ России на основе итогов экзамена после 9-го класса, результатов Всероссийских олимпиад и проверочных работ, состоящий из 500 учебных заведений, в котором Московская гимназия на Юго-Западе № 1543 и школа № 1329, находящиеся на территории муниципального округа, заняли восьмое и одиннадцатое места.

#### Библиотеки
- Библиотека № 214 им. Ю. А. Гагарина:
- Библиотека № 223:
- Детская библиотека № 146.

### Преступность
В 2011 году экспертами компании Penny Lane Realty был составлен список наиболее преступных районов Москвы, в котором Тропарёво-Никулино заняло 8-е место из 10. Обосновывалось это проблемой с многочисленными квартирными кражами и мошенниками различного рода. В том же году «Комсомольская правда» опубликовала рейтинг самых безопасных районов столицы, наименее подверженных риску проникновения в квартиры, в котором Тропарёво-Никулино заняло 10-е место из 20. Согласно исследованию департамента культуры города Москвы, по мнению горожан, муниципалитет является небезопасным, однако они ощущают себя в нём уверенно.

#### Теракт
19 октября 2002 года в 13:00 рядом с рестораном сети «Макдоналдс» на улице Покрышкина было приведено в действие взрывное устройство, изготовленное на основе артиллерийского снаряда, начинённое для большего поражения металлическими шариками и обрезками и установленное в автомобиле «Таврия». Жертвой теракта стал 17-летний подросток.

### Здравоохранение
В настоящее время в пределах муниципального округа действуют три поликлиники — № 8 и 8-2 для взрослых, № 131-4 для детей. Помимо этого, для детей также возводится вторая поликлиника.

### Культурные заведения

#### Театры

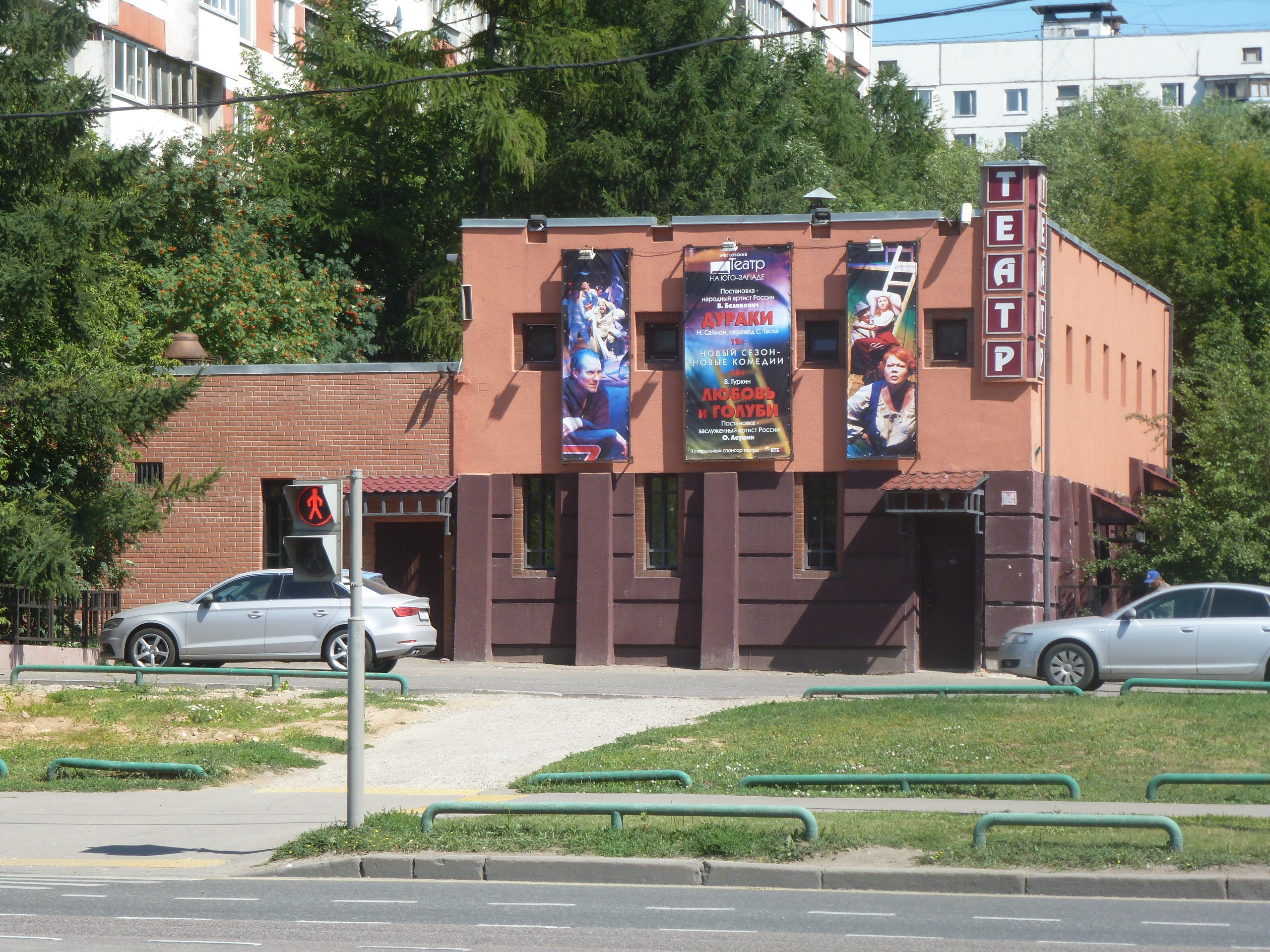
Здание театра на Юго-Западе

- Театр на Юго-Западе
- Филармония-2

#### Музеи
- Государственный музей обороны Москвы
- Музей истории МПГУ[71]

### Религия
На территории муниципального округа расположены три православных храма — Михаила Архангела, Иоанна Предтечи и Святых Апостолов Петра и Павла, относящихся к Михайловскому благочинию Московской городской епархии. Часть площади района занимает Востряковское кладбище, в составе которого также находится одноимённое иудейское кладбище.

#### Храм Михаила Архангела

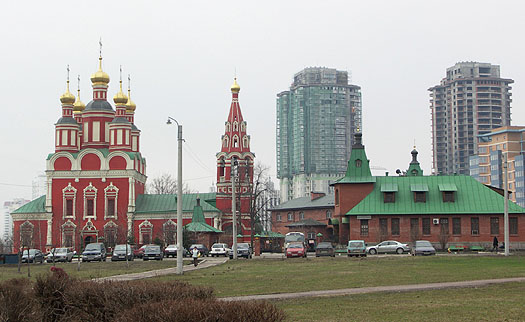
Храм Архангела Михаила в Тропарёве и окружающая застройка

Храм Архангела Михаила был построен в 1693—1694 годах на подмосковных землях Новодевичьего монастыря в нарышкинском стиле. Впервые храм пострадал во времена Отечественной войны 1812 года, после чего был покрашен и отремонтирован в 1822 и 1823 годах соответственно.
В 1939 году храм был закрыт, ограда уничтожена, остались одни только ворота, внутренне убранство церкви было разорено, колокола сброшены и впоследствии не возвращены, за исключением одного. В 1960-е годы в помещении находился склад декораций «Мосфильма». В 1964 году архитекторами объединения «Мособлреставрация» Свешниковым и Добряковым были проведены обследование и реставрация глав храма. В конце 1970-х церковь была отреставрирована снаружи. В 1988 году в ознаменование тысячелетия Крещения Руси постановлением московских властей церковь Архангела Михаила была передана в пользование Московской патриархии. Освящение храма, приуроченное к празднику священномученика Харлампия, состоялась 23 февраля 1989 года.

### СМИ
На территории района издаётся газета «Муниципальные вести Тропарёво-Никулино». Учредителем газеты является Совет депутатов муниципального округа.

## Власть

### Управа

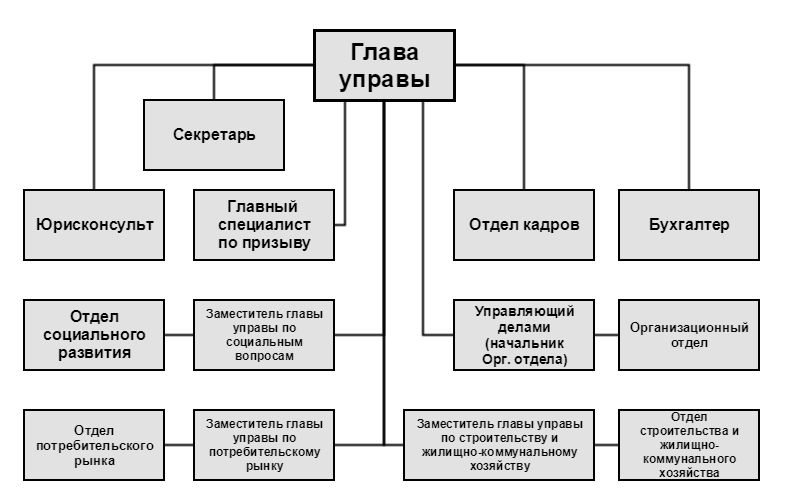
Схема управы Тропарёво-Никулино

Управа района является территориальным органом исполнительной власти, подведомственным Правительству Москвы и занимающимся решением вопросов местных масштабов и руководством социальными и хозяйственными службами. С 28 марта 2019 года главой управы района является Намазов Назим Михайлович. Руководство, координацию и контроль за деятельностью управы осуществляет префект Западного административного округа; с ноября 2010 года эту должность занимает Алексей Олегович Александров.

### Муниципалитет
Согласно закону № 56 от 6 ноября 2002 года, в районе было создано местное самоуправление.  Глава муниципального округа — Павел Михайлович Щуров.

### Дополнительная
- По землям московских сёл и слобод / Романюк Сергей Константинович. — Часть II.. — М., 1999. — 72-74 с.
- Края Москвы / Л. Е. Колодный. — М.: Московский рабочий, 1985. — 350 с.
- В 2023 году издательство Это моя земля выпустила киберпутеводитель о легендах района Тропарёво по словам местных жителей. Легенды о Тропарёво создали лицеисты РАНХиГС под девизом «Такое могло произойти только здесь». Курс «Сторителлинг» прошёл в 2023 году в рамках академблока лицея и завершился литературным конкурсом. Работы победителей конкурса вошли в этот сборник.

Анастасия Амбросенкова [и д. р.]. Тропарёво. Это моя земля. — [б. м.]: Издательские решения (по лицензии Ridero), 2023. — 126 с. — ISBN 978-5-0060-5235-2.